# Roman Cieslewicz
Roman Cieslewicz (Cieślewicz), né le 13 janvier 1930 à Lwów (à l'époque en Pologne, aujourd'hui en Ukraine sous le nom de Lviv) et mort le 21 janvier 1996 à Antony, est un artiste et graphiste polonais de la seconde moitié du XXe siècle.

## Biographie

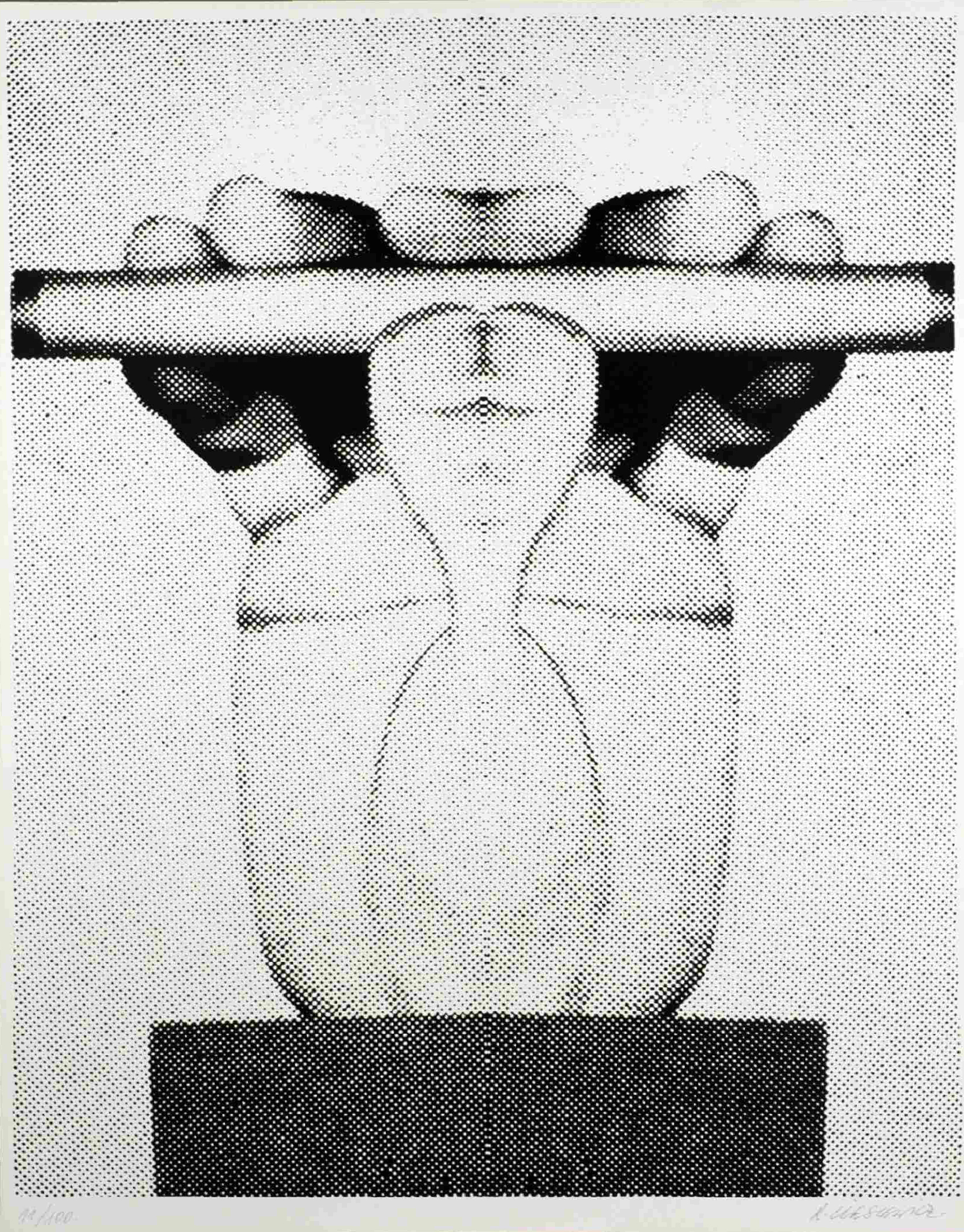
Sérigraphie sans titre (1978), musée CODA.

Sa formation commence à École de l’industrie artistique de Lvov entre 1943 et 1946, puis au lycée des arts plastiques de Cracovie en 1947-1948 et à l’Académie des beaux-arts de Cracovie l'année suivante. Il y reste jusqu'à l'obtention de son diplôme en 1955.
Installé à Varsovie, il réalise des affiches pour la Centrale de distribution des films, les Éditions artistiques et graphiques, la Chambre polonaise de commerce ainsi que des affiches pour le parti communiste.
En septembre 1963, il s'installe à Paris. De 1965 à 1969, il est directeur artistique du magazine Elle.
En 1967, il assure la conception graphique d'un nouveau magazine d'art contemporain Opus international. Par l'entremise du peintre Guillaume Corneille, il se voit confier la direction artistique de la collection, « Le Musée de poche », par l'éditeur Georges Fall.
Il réalise plusieurs couvertures de livres, ainsi que diverses affiches et affichettes, pour la collection Ultra-Guides lancée par les éditions Jean-Louis Gouraud. L'une des couvertures représentatives de son style d'alors (jeu de typographie, collages) avait été créée pour les premières éditions de l'Ultra-guide Paris la nuit, de Jacques-Louis Delpal (1968, 1970).

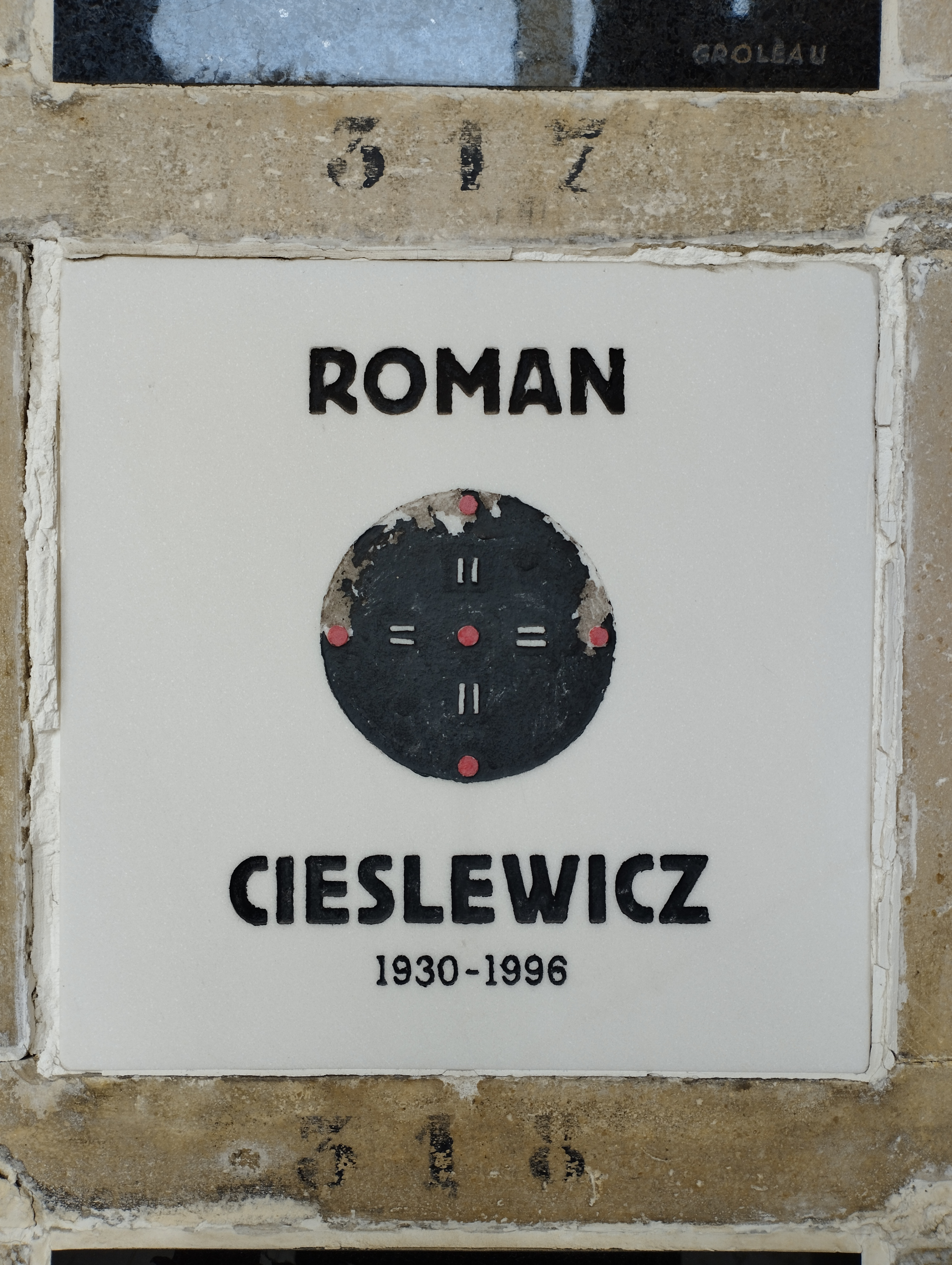
Plaque funéraire de Roman Cieslewicz au columbarium du cimetière du Père-Lachaise (division 87).

Roman Cieslewicz conçoit également la couverture de  l'Ultra-Guide de Deauville de Philippe Bouvard (1967, éditions Gouraud et Ohana) et celle de l'Ultra-Guide de Cannes.
En 1971, Roman Cieslewicz obtient la nationalité française.
De 1973 à 1975, il dirige l'Atelier des formes visuelles à l'École nationale supérieure des arts décoratifs de Paris.
Il a enseigné à l'École supérieure d'arts graphiques Penninghen (ESAG).
Il meurt à l'âge de 66 ans le 21 janvier 1996 à Antony. Ses cendres ont été déposées dans la case no 317 du columbarium du Père-Lachaise.

## Expositions
- 1972 - Musée des Arts décoratifs, Paris (France)
- 1973 - Stedelijk Museum, Amsterdam (Pays-Bas)
- 1974 - Muzeum Plakatu, Varsovie (Pologne)
- 1978 - Stedelijk Museum, Amsterdam (Pays-Bas)
- 1981 - Muzeum Narodowe, Poznań (Pologne)
- 1984 - Kunsthalle, Darmstadt (Allemagne)
- 1986 - Galeria BWA, Lodz (Pologne)
- 1987 - Galerie de Pret, Angres (France)
- 1993 - The Polish Museum of America, Chicago (É.-U.)
- 1993 - Centre Georges Pompidou, Paris (France)
- 1994 - Narodowa Galeria Sztuki Wspolczesnej Zacheta, Varsovie (Pologne)
- 1998 - Muzeum Plakatu, Varsovie (Pologne)
- 2001 - Musée de Grenoble (France)
- 2006 - Les Rencontres d'Arles, France
- 2010 - Rétrospective, Royal College of Art de Londres[4]
- 2011 - Cité nationale de l'histoire de l'immigration, Paris (France)[5]
- 2018 - La Fabrique des images, Musée des Arts décoratifs, Paris[6]
- 2018 - Roman Cieslewicz, visualiste, Galerie Semiose, Paris[7]

## Œuvres dans les collections publiques
- Musée de Grenoble : plus de 400 dessins, estampes, affiches et documents (donation en 2001 de Chantal Petit-Cieslewicz son épouse depuis 1987).

## Archives
Les archives de Roman Cieslewicz sont actuellement conservées dans les collections de l'Institut mémoires de l'édition contemporaine.